# Cicero Moraes
Cicero André da Costa Moraes est un designer 3D brésilien spécialisé dans la reconstruction faciale en médecine légale et en moulage de prothèses humaines et vétérinaires.

## Biographie
Il est le responsable de la reconstruction faciale de nombreuses figures religieuses et historiques comme saint Antoine de Padoue, sainte Marie-Madeleine (dont le crâne se trouve dans la basilique Sainte-Marie-Madeleine de Saint-Maximin-la-Sainte-Baume), saint Valentin,, le « vampire » de Čelákovice et le Seigneur de Sipán dans la huaca Rajada.
Dans le champ vétérinaire il a projeté et moulé digitalement des prothèses pour différents animaux dont une tortue,, une oie,, un chien, un perroquet et un araçari.
Depuis 2023 il est membre d'Intertel et de Mensa, des associations pour des personnes à QI élevé.